# PLATO
PLATO (Programmed Logic for Automatic Teaching Operations)  a fost primul sistem generalizat de instruire asistată de calculator (E-learning⁠(d)). Inițial, din 1960, a rulat pe computerul ILLIAC I al Universității din Illinois. Până la sfârșitul anilor 1970, era format din câteva mii de terminale din întreaga lume și mai mult de o duzină de mainframe-uri conectate printr-o rețea comună de calculatoare. Multe concepte moderne de calcul multi-utilizator au fost dezvoltate inițial pe PLATO, inclusiv forumuri web, panouri de mesaje, testare online, e-mail, camere de chat, limbaje de imagine, mesagerie instantanee, partajarea ecranului la distanță și jocuri video multiplayer.  Pentru computerele cu sistemul PLATO, în 1973 a fost creat Spasim - primul joc cu grafică tridimensională/primul first-person space shooter și, de asemenea, pentru prima dată au fost adaptate jocuri celebre precum Mahjong⁠(d) și Solitaire.
PLATO a fost proiectat și construit de Universitatea din Illinois și a funcționat timp de patru decenii, oferind cursuri (de la nivel elementar la universitate) studenților UIUC, școlilor locale, deținuților din închisori și altor universități. Cursurile au fost predate într-o serie de discipline, inclusiv latină, chimie, educație, muzică, Esperanto și matematică primară. Sistemul a inclus o serie de caracteristici utile pentru pedagogie, inclusiv grafice suprapuse cu text, evaluarea contextuală a răspunsurilor cu text liber, în funcție de includerea cuvintelor cheie și feedback conceput pentru a răspunde la răspunsuri alternative.
Drepturile de a comercializa PLATO ca produs comercial au fost licențiate de Control Data Corporation (CDC), producătorul pe ale cărui computere mainframe a fost construit sistemul PLATO IV. Președintele CDC, William Norris⁠(d), a plănuit să facă din PLATO o forță în lumea computerelor, dar comercializarea sistemului nu a fost atât de ușoară pe cât s-a sperat. PLATO și-a creat totuși o mulțime de adepți pe anumite piețe, iar ultimul sistem de producție PLATO a fost utilizat până în 2006.

## Inovații
PLATO a fost fie primul, fie un exemplu anterior al multor tehnologii comune acum:
- Hardware
  - Afișaj cu plasmă (PLATO IV), 1964. Donald Bitzer
  - Ecran tactil (PLATO IV), 1964. Donald Bitzer
  - Gooch Synthetic Woodwind (dispozitiv muzical pentru terminal), 1972
- Afișare grafică
  - Charset Editor (program de desenat imagini bitmap) stochează fonturi descărcabile.
  - Show Display Mode (generator de aplicații grafice (TUTOR)), 1975.
- Comunități online
  - General-purpose computer message board (Pad), 1973
  - Fișiere de note (precursorul grupurilor de știri), 1973.
  - Talkomatic⁠(d) (Cameră de chat cu text în timp real, cu 6 camere, 5 persoane pe cameră), 1973
  - Discuție pe termen lung / Term-talk (conversație 1:1)
  - Partajarea ecranului computerului: Monitor Mode, 1974, folosit de instructori pentru a ajuta elevii, precursorul lui Timbuktu⁠(d) .
- Genuri comune de jocuri pe computer, inclusiv multe dintre primele jocuri multi-player în timp real
  - Jocuri multiplayer
    - Spacewar! (Joc de multiplayer de luptă spațială), 1962. Rick Bloome

  - Jocuri de temniță (dungeon games)
    - dnd (joc dungeon crawl), 1974. A inclus primul boss din jocurile video.
    - Pedit5, 1974, probabil primul joc grafic pe calculator de temniță.
    - Avatar (MUD grafic 2,5-D; pentru 60 de jucători), 1978.

  - Jocuri de luptă spațială
    - Empire (simulare spațială în timp real 2-D, multiplayer pentru 30 de persoane), 1974
    - Spasim (joc de luptă spațială 3D la persoana întâi pentru 32 de jucători), 1974

  - Simulare de zbor: Fortner, Brand (1974), Airfight (3-D flight simulator); acest lucru l-a inspirat probabil pe studentul UIUC Bruce Artwick⁠(d) să creeze compania Sublogic, care a fost achiziționată și a devenit mai târziu Microsoft Flight Simulator.
  - Simulări militare: Haefeli, John (1975), Panther (Simulare 3-D cu tancuri).
  - Jocuri 3D cu labirinturi: Wallace, Bruce (1975), Build-Up, bazat pe o povestire a lui J. G. Ballard, primul joc de labirint walkthru 3-D PLATO.
  - Simulare de misiuni: Think15 (simulare 2-D în aer liber în sălbăticie), 1977, ca Trek cu monștri, copaci, comori.
  - Solitaire: Alfille, Paul (1979), Freecell, Lockard, Brodie (1981), Mahjong solitaire
- Educațional
  - Answer Judging Machinery (set de aproximativ 25 de comenzi în TUTOR care a făcut ușoară testarea înțelegerii de către elev a unui concept complex).
  - Sisteme de instruire; Kaven, Luke (1979), The Procedure Logic Simulator (PLS) (sistem inteligent de autor CAI), un sistem ambițios de programare ICAI cu planuri de comandă parțială, folosit pentru a instrui operatorii centralei de abur Con Edison din New York.

## Istorie

### Cerințe preliminare
Înainte de adoptarea unei legi în 1944, care a oferit educație universitară gratuită veteranilor celui de-al Doilea Război Mondial, învățământul superior era limitat la o minoritate a populației SUA, doar 9% din populație era în armată. Tendința către un număr mai mare de înscrieri a fost notabilă la începutul anilor 1950, iar problema instruirii multor studenți noi a fost o preocupare serioasă pentru administratorii universităților. Cu alte cuvinte, dacă automatizarea computerizată poate crește producția din fabrici, s-a considerat că s-ar putea face același lucru pentru instruirea academică.
Lansarea de către URSS în 1957 a satelitului artificial Sputnik I a încurajat guvernul Statelor Unite să investească mai mult pentru educația științifică și inginerească. În 1958, Biroul de Cercetare Științifică al Forțelor Aeriene ale SUA (U.S. Air Force's Office of Scientific Research) a ținut o conferință la Universitatea din Pennsylvania despre subiectul instruirii pe calculator; părțile interesate, în special IBM, au prezentat studii.

### Geneză
În jurul anului 1959, Chalmers W. Sherwin⁠(d), un fizician la Universitatea din Illinois, i-a sugerat lui William Everett, decanul colegiului de inginerie, un sistem de învățare computerizat, care, la rândul său, i-a recomandat lui Daniel Alpert, un alt fizician, să convoace o întâlnire despre această chestiune, cu ingineri, administratori, matematicieni și psihologi. După săptămâni de întâlniri, nu au reușit să cadă de acord asupra unui singur proiect. Înainte de a recunoaște eșecul, Alpert a menționat problema asistentului de laborator Donald Bitzer⁠(d), care s-a gândit la problemă, sugerând că ar putea construi un sistem demonstrativ.
Bitzer, considerat părintele lui PLATO, a recunoscut că pentru a oferi o educație de calitate bazată pe computer, era esențială o grafică bună. Asta se întâmpla într-un moment în care teleimprimantele de 10 caractere pe secundă erau standardul. În 1960, primul sistem, PLATO I, a rulat pe computerul local ILLIAC I. A inclus un televizor pentru afișare și o tastatură specială pentru navigarea prin meniurile de funcții ale sistemului. PLATO II, în 1961, a avut doi utilizatori simultan.
Sistemul PLATO a fost reproiectat, între 1963 și 1969; iar PLATO III a permis „oricui” să proiecteze noi module de lecții folosind limbajul de programare TUTOR⁠(d) (sau PLATO Author Language), conceput în 1967 de studentul absolvent de biologie Paul Tenczar. Construit pe un computer de 48-biți CDC 1604⁠(d), oferit de directorul general CDC, William Norris, PLATO III putea rula simultan pe maxim 20 de terminale și a fost folosit de unitățile locale din Champaign–Urbana care puteau intra în sistem cu terminalele lor personalizate. Singurul terminal PLATO III aflat la distanță era situat în apropiere de capitala statului, Springfield, Illinois, la Școala din Springfield. A fost conectat la sistemul PLATO III printr-o conexiune video și o linie separată dedicată pentru datele de la tastatură.
PLATO I, II și III au fost finanțate prin mici granturi de la un fond de finanțare combinat Armată-Marină-Forțele Aeriene. Până în momentul în care PLATO III a intrat în funcțiune, toți cei implicați erau convinși că merită extinderea proiectului. În consecință, în 1967, Fundația Națională pentru Știință a acordat echipei o finanțare constantă, permițând lui Alpert să înființeze Laboratorul de Cercetare a Educației bazate pe computer (Computer-based Education Research Laboratory, CERL) la campusul Universității din Illinois Urbana-Champaign. Sistemul PLATO III a putut rula simultan până la 20 de programe cu lecții.

### Experiențe multimedia (PLATO IV)

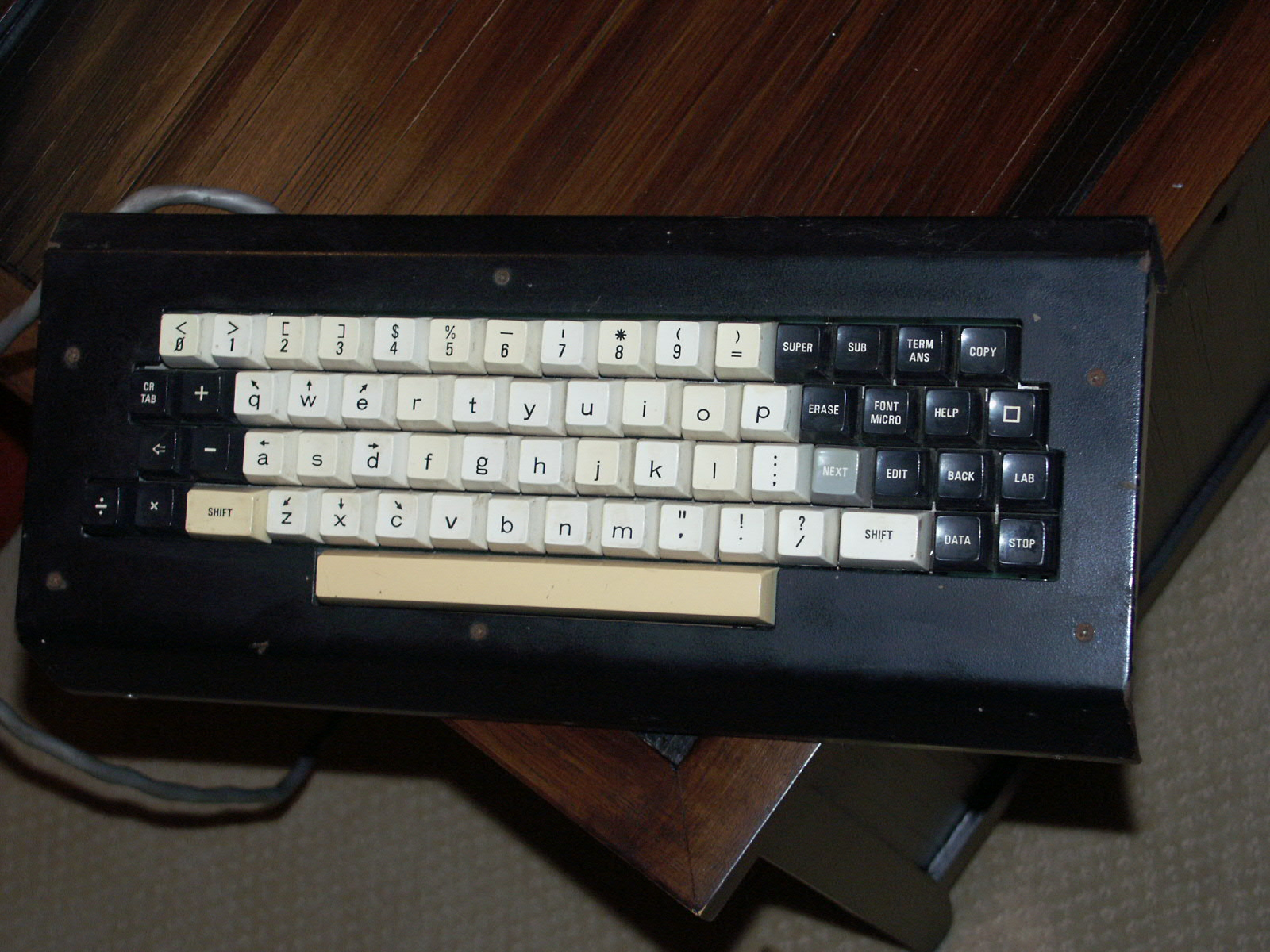
O tastatură standard pentru un terminal PLATO IV, circa 1976.

În 1972, odată cu introducerea lui PLATO IV, Bitzer și-a declarat succesul general, susținând că scopul instruirii generalizate pe computer era acum disponibil tuturor. Cu toate acestea, terminalele erau foarte scumpe (aproximativ 12.000 USD). Terminalul PLATO IV a avut o serie de inovații, cum ar fi panoul cu plasmă portocalie proiectat de Bitzer. Acesta a inclus funcții de memorie și grafică . Afișajul cu plasmă a susținut capacitatea de a desena rapid linii vectoriale. Acesta a rulat la o viteză de 1260 Baud⁠(d), afișând 60 de linii sau 180 de caractere pe secundă. Afișajul avea un format de 512x512 biți. Utilizatorii și-au putut crea propriile simboluri, ceea ce a permis utilizarea graficii bitmap. Imaginile color au fost proiectate pe ecran sub controlul software-ului.
Afișajul PLATO IV a avut, de asemenea, un ecran tactil cu infraroșu cu o grilă de 16x16, permițând studenților să răspundă la întrebări prin atingerea cu un deget oriunde pe ecran. 
De asemenea, a fost posibilă conectarea terminalului la periferice. Un astfel de dispozitiv a fost sintetizatorul Gooch Synthetic Woodwind, care putea procesa și sintetiza 4 voci și transmite informații direct către PLATO IV. Mai târziu, a fost dezvoltată o nouă versiune a sintetizatorului care putea procesa 16 voci și conecta și separa voci pentru a produce sunete mai complexe. De asemenea, a fost creat un sintetizator special de vorbire, Votrax.
Scopul acestui sistem a fost formarea și dezvoltarea abilităților muzicale. Două editoare speciale de muzică și text au fost dezvoltate pentru PLATO IV, precum și un compilator pentru limbaj, sisteme de înregistrare pentru muzica fișierelor executabile, programe pentru redarea muzicii în timp real și alte programe muzicale. Astfel, PLATO a devenit primul sistem cu capacități multimedia avansate.
Bruce Parello, student la Universitatea din Illinois în 1972, a creat primele emoji -uri digitale pe sistemul PLATO IV.

### Influențe asupraPARCși Apple
La începutul anului 1972, cercetătorilor de la PARC (o divizie a Xerox) li s-a oferit un tur al sistemului PLATO de la Universitatea din Illinois. În acest moment, li s-au arătat părți ale sistemului, cum ar fi generatorul de aplicații Insert Display/Show Display (ID/SD) pentru imagini pe PLATO (tradus ulterior într-un program de desenare grafică pe stația de lucru Xerox Star); editorul de seturi de caractere Charset Editor pentru „pictarea” personajelor noi (tradus ulterior într-un program „Doodle” la PARC) și programele de comunicații Term Talk și Monitor Mode. Multe dintre noile tehnologii pe care le-au văzut au fost adoptate și îmbunătățite, când acești cercetători s-au întors la Palo Alto, California. Ulterior, au transferat versiuni îmbunătățite ale acestei tehnologii către Apple Inc.

### PLATON V: multimedia

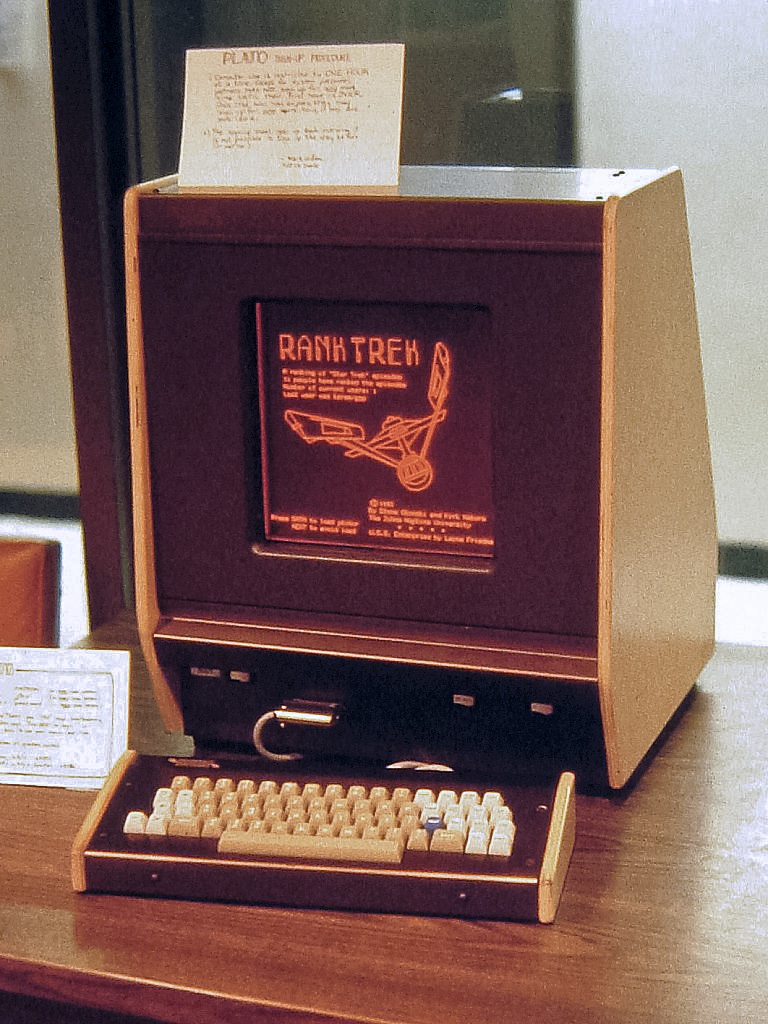
Un terminal PLATO V în 1981, afișând aplicația RankTrek, una dintre primele care combină calcularea simultană bazată pe microprocesor local cu calcularea mainframe la distanță. Este ilustrată strălucirea portocalie caracteristică a afișajului cu plasmă monocromatică. Sunt montați senzori cu infraroșu în jurul imaginii afișate pentru ca utilizatorul să aibă la dispoziție un ecran tactil.

Odată cu apariția microprocesoarelor, au fost dezvoltate terminale noi, mai ieftine și mai capabile. La Universitatea din Illinois, ele au fost numite PLATON V, deși sistemul PLATON V nu a existat niciodată (a continuat să se numească PLATON IV).
Microprocesoarele Intel 8080 au fost introduse în noile terminale PLATO V.  Se putea descărca module software mici pentru a fi rulate local. Aceasta a fost o modalitate de a îmbogăți cursurile PLATO cu animații mai complicate și alte capabilități sofisticate.

## Ultimele sisteme în funcțiune
În septembrie 2006, Administrația Federală a Aviației (Federal Aviation Administration) și-a retras sistemul PLATO, ultimul sistem care a rulat sistemul software PLATO pe un mainframe CDC Cyber, din serviciul activ. Sistemele existente asemănătoare PLATO includ acum NovaNET  și Cyber1.org.
În august 2004, o versiune a PLATO corespunzătoare lansării finale de la CDC a fost reînviată online. Această versiune de PLATO rulează pe o emulare software gratuită și open-source a hardware-ului CDC original, Desktop Cyber. În decurs de șase luni, numai din auzite, peste 500 de foști utilizatori s-au înscris pentru a utiliza sistemul. Mulți dintre studenții care au folosit PLATO în anii 1970 și 1980 au simțit o legătură socială specială cu comunitatea de utilizatori care s-au reunit folosind instrumentele puternice de comunicare (programe de discuție, sisteme de înregistrări și fișiere de note) de pe PLATO.
Software-ul PLATO utilizat pe Cyber1 este versiunea finală (99A) a CYBIS, cu permisiunea VCampus. Sistemul de operare de bază este NOS 2.8.7, versiunea finală a sistemului de operare NOS, cu permisiunea Syntegra (acum British Telecom [BT]), care a achiziționat restul activității CDC de mainframe. Cyber1 rulează acest software pe emulatorul Desktop Cyber. Desktop Cyber emulează cu acuratețe în software o gamă de modele CDC Cyber mainframe și multe periferice.
Cyber1 oferă acces gratuit la sistem, care conține peste 16.000 de lecții originale, într-o încercare de a păstra comunitățile originale PLATO care au crescut la CERL și pe sistemele CDC în anii 1980. Media de încărcare a acestui sistem reînviat este de aproximativ 10–15 utilizatori, trimițând note personale și de fișiere de note și jucând jocuri inter-terminale, cum ar fi Avatar și Empire (un joc asemănător Star Trek),  amândouă au acumulat mai mult de 1,0 milioane de ore de contact pe sistemul original PLATO la UIUC.

## Jocuri video
- Airfight (începutul anilor 1970), simulator de zbor multi-utilizator bazat pe grafică 3D.[12][13][14]
- Avatar (1979), joc de rol, multi-utilizator, bazat pe grafică, foarte interactiv[15][16][17]
- Dnd (1974)
- Empire (1973), probabil primul joc multiplayer în rețea în stil shooter în arena[18]
- FreeCell
- Moria (1978), joc video de rol în stil dungeon crawl[19][20]
- Panther (1975), simulator cu tancuri
- Pedit5⁠(d) sau The Dungeon, joc video de rol în stil dungeon craw
- Spasim⁠(d), joc de simulare a zborului spațial în rețea 3D pentru 32 de jucători și shooter spațial la persoana întâi